# 제약 조건
제약 조건(Constraint) 또는 제약은 수학적 최적화 문제가 만족해야 하는 조건이다.
제약 조건에는 주로 상등 제약 조건, 부등 제약 조건 및 정수 제약 조건과 같은 여러 유형이 있다. 모든 제약 조건을 만족하는 후보 솔루션(Candidate solution)의 집합을 실현 가능한 집합이라고 한다.

## 같이 보기
- 카루시-쿤-터커 조건
- 라그랑주 승수법